# Иоанн (Дёрло)
Схиепископ Иоа́нн (в миру Йоха́ннес Ма́рис Дёрло, нидерл. Johannes Maris Deurloo; 31 января 1930, Роттердам, Южная Голландия — 18 июля 2020, Ворберг, Стокгольм) — епископ греческой старостильной юрисдикции ИПЦ Греции (Синод Хризостома); с титулом епископ Макариупольский, управлял Шведским экзархатом (2000—2014); после принятия схимы, пребывал на покое (2014—2020).
Тезоименитство — 19 июня (2) июля (память свт. Иоанна Шанхайского и Сан-Францисского)

## Биография

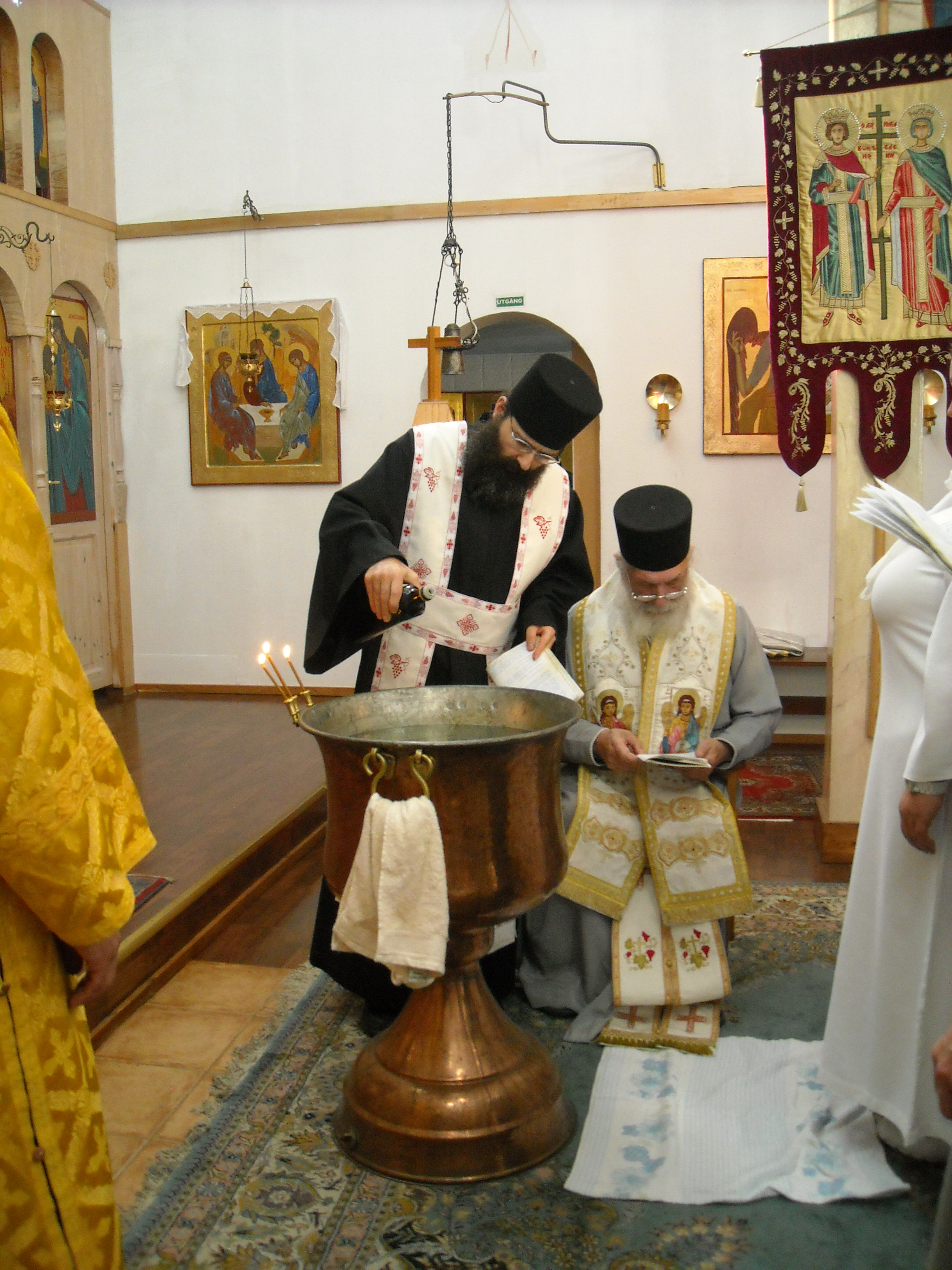
Церковь свв. Константина и Елены в Стокгольме

Родился 31 января 1930 года близ Роттердама, в Нидерландах, в кальвинистской семье фермеров. В период обучения в средней школе вопреки воле родителей перешёл в католичество.
Во время Второй мировой войны, в период немецкой оккупации был интернирован в концентрационный лагерь, а после окончания войны до 1949 года проживал в братстве фрацисканского монастыря в Верте (Лимбург). Обучался в Национальной высшей школе изящных искусств в Париже, где начал интересоваться иконографией и православием.
В связи с принятыми постановлениями Второго Ватиканского собора, приведшими к кризису в римско-католической церкви, Иоанн переехал в Швецию, где в 1965 году вступил в брак с Моникой Йоханнсон и в ходе последующих духовных исканий перешёл в Православие. В 1973 году он обратил в православную веру свою супругу и двоих детей — Андерса и Цицилию.
В 1976 году был рукоположен в сан диакона митрополитом Грачаницким Иринеем (Ковачевичем) в юрисдикции Сербской свободной церкви (с 15 февраля 1992 года воссоединившейся с Сербской православной церковью), а в 1977 году митрополитом Иринеем был рукоположен в сан пресвитера и служил в сербских приходах в Стокгольме и Мальмё. В 1978 году основал в Стокгольме приход святых Константина и Елены.
В 1985 году присоединился к Греческой старостильной церкви (Синод противостоящих) и возглавил миссионерскую общину этой юрисдикции в Швеции.
В 1988 году его дочь Цицилия поступила в монастырь св. княгини Елизаветы в Этне (США), где приняла монашество (а позднее схиму) с именем Иустина. В 1999 году, перед своей кончиной, его супруга Моника также приняла схиму с именем Парфения.
В 1990 году закончил богословское обучение в центре Традиционалистских исследований в Этне, Калифорния (США), написав работу «History and Idea of the Holy Icon in the Orthodox Church» и получив степень лиценциата.
2 мая 1999 года был пострижен в монашество, а 6 мая возведён в сан архимандрита.
12 марта 2000 года в монастыре святых Киприана и Иустины в Фили был рукоположен в сан титулярного епископа Макариупольского и назначен управляющим Шведским экзархатом. Хиротонию совершили: митрополит Оропосский и Филийский Киприан (Куцумбас), епископ Христианупольский Хризостом (Марласес), епископ Мефонский Амвросий (Бэрд), митрополит Авлонский Ангел (Анастасиу), епископ Норский Михаил (Пиредда), архиепископ Этнийский Хризостом (Гонсалес) и епископ Фотикийский Авксентий (Чапмен).
26 января (8) февраля 2014 года в церкви святых Константина и Елены в Стокгольме епископом Мефонским Амвросием (Бэрдом) был пострижен в великую схиму.
18 марта 2014 года вместе со всеми членами Синода противостоящих вошёл в состав ИПЦ Греции (Синод Хризостома) и почислен на покой.
Скончался утром 18 июля 2020 года в Стокгольме. Отпевание почившего иерарха было совершено 21 июля митрополитом Оропосским и Филийским Киприаном (Йюлисом) и епископом Мефонским Амвросием (Бэрдом) после чего он был захоронен за алтарём церкви святых Константина и Елены в Стокгольме.